# Miss Venezuela 1990
Miss Venezuela 1990 fue la trigésima séptima (37.ª) edición del certamen Miss Venezuela. Se llevó a cabo en Caracas, Venezuela el 1 de febrero de 1990. La ganadora fue Andreína Goetz, Miss Bolívar.

## Desarrollo
Esta edición se caracterizó por una novedad: Carmen Victoria Pérez renunció a la conducción del certamen, luego de haberlo hecho durante toda la década de 1980, y por ese motivo Gilberto Correa cambió de compañera de animación. Ahora, a su lado están la ex Miss Universo Bárbara Palacios junto con la invitada internacional, la mexicana Rebecca de Alba.
El opening del 1 de febrero de 1990, en el Poliedro de Caracas, retoma el repertorio venezolano con un coro infantil y la participación estelar de Yolanda Moreno. El número principal es conocido como “Baby Face” y corre por cuenta de Maite Delgado, Viviana Gibelli, Delta Girbau, Mirla Castellanos, la pequeña Emily Guánchez, galanes de Venevisión y parejas de tap traídas de Nueva York; siendo éste el número más costoso en la historia del concurso. La música tropical se hace presente, más adelante, con Rubby Pérez, Roberto Antonio y Oscar D’León. Y el ritmo del momento, la lambada, coloca sobre el escenario a Emma Rabbe, Solmaira Castillo, Rebeca Costoya, Manuel Carrillo, Carlos Arreaza y José Vieira. Ricardo Montaner también interviene en un número especial del show.
El jurado, en el que se encontraban entre otros la española Rocío Jurado, Fernando Carrillo y Catherine Fulop, decide otorgar el triunfo a Miss Bolívar, Andreína Goetz. Chiquinquirá Delgado (Zulia) y Sharon Luengo (Costa Oriental) integron, además, el grupo de 27 concursantes.

## Resultados

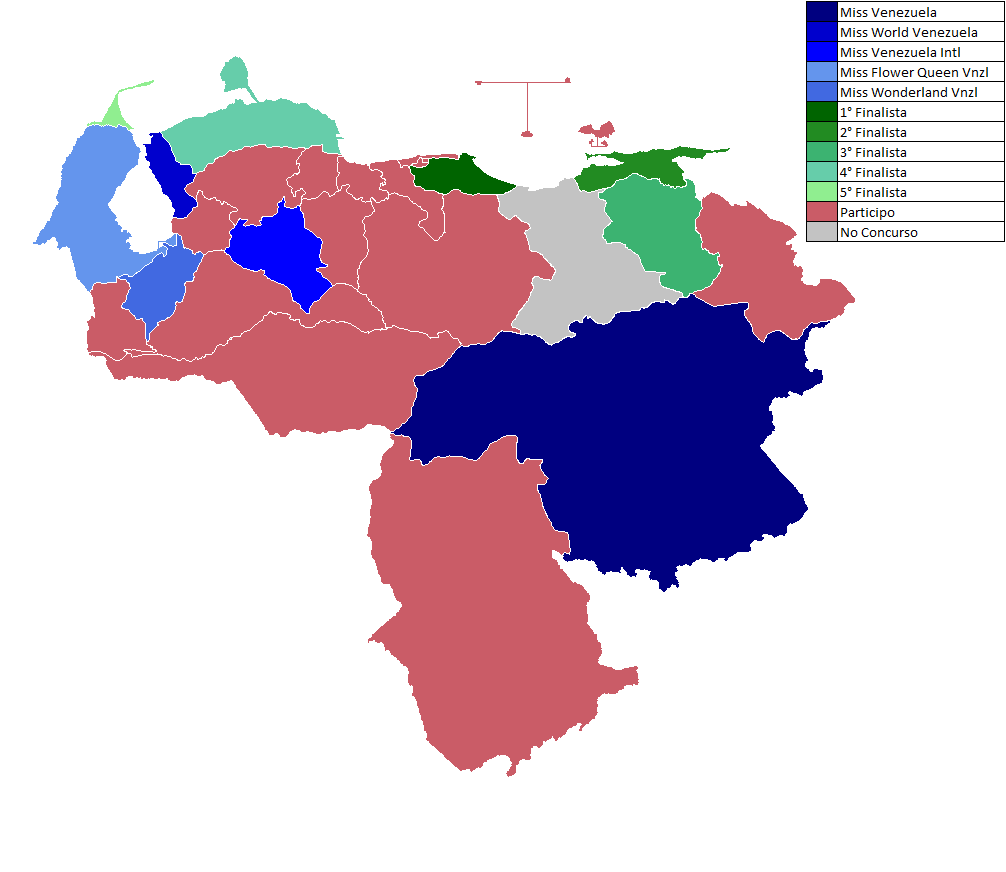
Miss Venezuela 1990

| Resultado final              | Candidata                          |
| ---------------------------- | ---------------------------------- |
| Miss Venezuela 1990          | - Bolívar - Andreína Goetz         |
| Miss World Venezuela         | - Costa Oriental - Sharon Luengo   |
| Miss Venezuela Internacional | - Portuguesa - Vanessa Höller      |
| Miss Flower Queen Venezuela  | - Zulia - Chiquinquirá Delgado     |
| Miss Wonderland Venezuela    | - Mérida - Stefania Bacco          |
| 1.ª finalista                | - Miranda - Yormery Ortega         |
| 2.ª finalista                | - Sucre - Carime Bohórquez         |
| 3.ª finalista                | - Monagas - Sonia Ruggiero         |
| 4.ª finalista                | - Falcón - Carolina Durán          |
| 5.ª finalista                | - Península Goajira - Naylú Rincón |

### Premios especiales
- Miss Fotogénica (elegida por el círculo de reporteros gráficos) - Sharon Luengo (Miss Costa Oriental)
- Miss Amistad - Karina Trujillo (Miss Cojedes)
- Miss Elegancia - Daniela Lores (Miss Trujillo)

## Jurado calificador
- Fernando Carrillo - Actor
- Catherine Fulop - Actriz
- Rocío Jurado - Cantante
- Reinaldo Figueredo Planchart - Ministro de Relaciones Exteriores
- Anita Zuloaga
- Abelardo Raidi - Periodista
- Luisa Gorrondona de Revenga
- Robert Leder -Embajador de Hungría en Venezuela
- Zhandra Rodríguez - Fundadora del Ballet Nuevo Mundo de Caracas
- Alessandra Vich Herbert - Esposa del embajador de Gran Bretaña en Venezuela
- Lord Ivar Mountbatten - Representante de Grupo de Inversionistas Ingleses
- María Eugenia Behrens de Benedetti
- Bernardo Fleischmann - Empresario
- Concha de la Sota de Lanao - Presidenta de la Sociedad de Amigos de la Compañía Nacional de Teatro
- John Graham - Embajador de Canadá en Venezuela
- Marisol Salvatierra
- Aquilino José Mata - Periodista de farándula del diario El Nacional
- Paola Ruggeri - Miss Venezuela 1983
- Luis Teófilo Núñez - Director del Diario El Universal
- Katherine Prieto de Botero - Exreina de belleza colombiana y directora del Miss Mundo Colombia
- Laura Otero - Diseñadora
- Jesús "Chuchú" Díaz Portocarrero - Cirujano Plástico
- María Eugenia Pacanins - Diseñadora
- Mercedes Machado de Zuloaga
- Patricia Beracasa - Presidenta de la Fundación Carlos y Alegría Beracasa
- Moisés Kaswan - Odontólogo
- María Eugenia Quintero - Directora de la revista Auténtico
- Diego Fortunato - Director de la revista Venezuela Gráfica
- Absara Mariani de Nogueroles - Presidenta de la Federación de Notarios Públicos de Venezuela
- Leida Lanza de Vásquez
- Danilo Díaz Granados - Empresario
- Rosetta Ferrari - Anticuaria
- Gustavo Tovar - Médico
- Enrique Mendoza - Alcalde del municipio Sucre del estado Miranda
- Héctor Collins - Diputado al Congreso y Director del diario El Mundo
- Paquita Parodi - Diseñadora y coleccionista
- Sixto Bermúdez - Odontólogo
- María Elena de Molina - Esposa del embajador de Venezuela en la India
- Alberto Vollmer - Representante de la Fundación Provida
- Alejandra Saidman - Representante de Trajes de Baño Lony
- León Almosny Bensasi - Presidente de la cadena de perfumerías Sarela
- Nikky de Roy - Organizadora del certamen Miss Panamá
- Tony Rubartelli - Estilista
- Jean Pierre Leroy - Director de la revista Cábala
- Francisco Mayorga - Jefe de redacción del diario Últimas Noticias
- Rómulo Hernández - Jefe de información de espectáculos del Diario de Caracas
- Alexis De la Sierra - Orfebre, escultor y Premio Nacional de las Artes del Fuego
- Axel Scheffler - Representante y codirector de Madison Modeling Agency de París

## Candidatas
Las candidatas del Miss Venezuela 1990 fueron:
| - Miss Amazonas - Josceline Elena Bazan Simoza - Miss Apure - Julieta Isabel Buitrago Sánchez - Miss Aragua - Mariangela Fiore - Miss Barinas - Dayrí Pérez Castillo - Miss Bolívar - Andreína Katarina Goetz Blohm - Miss Carabobo - Delsy Josefina Blasco Guédez - Miss Cojedes - Karina Trujillo - Miss Costa Oriental - Sharon Raquel Luengo González - Miss Delta Amacuro - Rebeca Galindo - Miss Dependencias Federales - Nairobi Cedeño - Miss Distrito Federal - Ángela Fuste Lamarca - Miss Falcón - Carolina Durán Canal - Miss Guárico - Bertha Elena Ollarves Herrera - Miss Lara - Beycis Oscarina Terán Puerta | - Miss Mérida - Stefania Denise Bacco Brenzini - Miss Miranda - Yormery Alexandra Ortega Sánchez - Miss Monagas - Sonia Ruggiero Mouriño - Miss Municipio Libertador - María Rosa Blumetti (†) - Miss Municipio Vargas - Zoraida Contreras Noguera - Miss Nueva Esparta - Fadia Bazzi - Miss Península Goajira - Naylú Rincón Rodríguez - Miss Portuguesa - Vanessa Cristina Höller Noel - Miss Sucre - Carime Marlene Bohórquez Awad - Miss Táchira - María José Rodríguez - Miss Trujillo - Daniela Lores Quintero - Miss Yaracuy - Leslie Estrada Lago - Miss Zulia - María Chiquinquirá Delgado Díaz |

## Participación en concursos internacionales
- Andreína Goetz clasificó al Top 10 de las semifinalistas del Miss Universo 1990 celebrado en Los Ángeles, Estados Unidos.
- Sharon Luengo quedó como 2ª Finalista en el Miss Mundo 1990, celebrado en Londres, Inglaterra, y también fue elegida como Miss Fotogénica. Es de hacer notar que unos meses antes de la realización del Miss Mundo Luengo ganó el Miss Model of the World 1990, celebrado en Taipéi, Taiwán. En este último concurso también ganó los premios de Best in Swimsuit (Mejor Figura en Traje de Baño) y Miss Model of Americas.
- Vanessa Höller clasificó en el Top 15 de las semifinalistas del Miss Internacional 1990 celebrado en Toyonaka, Japón. Posteriormente ganó el certamen Miss América Latina 1990, celebrado en San Salvador, El Salvador.
- Chiquinquirá Delgado quedó como 1ª Finalista en el Miss Flower Queen 1990, celebrado en Osaka, Japón y obtuvo idéntica posición en el Miss Hispanidad 1990, celebrado en Miami, Estados Unidos.
- Stefania Bacco representaría a Venezuela en el concurso Miss Wonderland, pero el mismo terminó siendo cancelado (luego de tres ediciones) para no volver a realizarse jamás. Por otra parte Bacco quedó como 3ª Finalista en el concurso Reina de la Costa Internacional 1990, celebrado en Costa Rica, y luego representaría a Venezuela en el Queen of the World 1990, realizado en Baden-Baden, Alemania, pero no logró clasificar.
- Yormery Ortega ganó el Miss Globe International 1990, celebrado en Bursa, Turquía. En este concurso obtuvo también las bandas de Miss Amistad, Miss Elegancia y Miss Almira.
- Carime Bohórquez participó en el Miss Hawaiian Tropic International 1990 en Florida, Estados Unidos. No figuró.
- Carolina Durán clasificó en el Top 10 de las semifinalistas del Miss All Nations 1990, celebrado en Kuala Lumpur, Malasia. Luego quedó como 1ª Finalista en el Miss Intercontinental 1990, celebrado en Lagos, Nigeria y ganó el Miss Turismo Internacional 1990, celebrado en Ibiza, España.
- Daniela Lores figuró como Virreina en el Reinado Mundial del Banano 1990, celebrado en Machala, Ecuador.
- Naylú Rincón participó en el Señorita Independencia de América 1990, celebrado en Tegucigalpa, Honduras, pero no clasificó y, posteriormente, ganó el Reinado Internacional del Carnaval de Barranquilla de 1991.
- Mariángela Fiore, aunque no clasificó en el cuadro final de esta edición, participó y ganó el concurso de Reina Bolivariana de la Belleza 1990, celebrado en Pereira, Colombia.
- Dayrí Pérez no figuró entre las finalistas pero, posteriormente, participó en el Miss Intercontinental 1990 y quedó como 4.ª finalista.
- Fadia Bazzi tampoco logró entrar en el cuadro de finalistas pero luego participó en el Supermodel of the World 1991, donde tampoco clasificaría.

## Eventos posteriores y Notas
- Andreína Goetz (Bolívar), tras entregar su corona como Miss Venezuela, se casó y abandonó la vida pública, aunque fue por un corto tiempo la animadora de un curso televisivo de alemán que transmitía Televisora Nacional, Canal 5.
- Sharon Luengo (Costa oriental) hizo una brillante carrera como modelo internacional.
- Vanessa Holler (Portuguesa) fue la imagen de varios comerciales.
- Chiquinquirá Delgado (Zulia) desarrolló una fructífera carrera como modelo, animadora y actriz de televisión. Actualmente forma parte del personal de la cadena Univisión.
- Sonia Ruggiero (Monagas), quien quedó como Tercera Finalista, no aceptó viajar a ningún concurso internacional y renunció a su puesto para casarse.
- Ángela Fuste (Distrito Federal) desarrolló una carrera como modelo y actriz pero no alcanzaría la fama sino años más tarde, cuando emigró a México, donde se destacó como una de las villanas de las telenovelas de TV Azteca.
- María Rosa Blumetti (Municipio Libertador) volvió a ser noticia en 2018 pero por razones bastante trágicas, ya que el 15 de octubre de ese año fue encontrada muerta en su residencia en Caracas. Al momento de su fallecimiento Blumetti contaba con 51 años de edad y, según se dijo, desde hacía varios años padecía de una fuerte depresión.
- Candice Blanco, quien representaba al estado Anzoátegui en esta edición, se retiró días antes del concurso. Posteriormente participó en el Miss Venezuela 1991 como Miss Bolívar, resultando electa Miss Fotogenia y 5ª Finalista (8º lugar).
- Esta edición fue la primera vez en que las tres candidatas zulianas (Zulia, Costa Oriental y Península Goajira) lograban entrar al top 10, hecho que se repetiría en las ediciones de 2000 y 2010 (aunque, en este último caso, sólo participaron Zulia y Costa Oriental).
- El título de Miss Flower Queen Venezuela era para la representante de Venezuela en el Miss Flower Queen 1990, certamen que se realiza cada 50 años, y la próxima edición de este concurso se tiene prevista para 2040.